# Incidents impliquant des sous-marins en Suède
Les incidents impliquant des sous-marins ou chasses aux sous-marins sont une série d'incidents impliquant plusieurs sous-marins ayant eu lieu dans les eaux territoriales suédoises pendant la Guerre froide. Les médias suédois de l'époque soulèvent alors l'hypothèse d'une infiltration massive des eaux territoriales suédoises par des sous-marins de l'Union soviétique.
Bien qu'il y ait eu des incidents impliquant des sous-marins étrangers auparavant (voir la liste qui suit), les "incidents" font habituellement référence à ceux ayant eu lieu après l'échouement très médiatisé du sous-marin soviétique U-137 le 27 octobre 1981 à environ 2 km de la principale base navale suédoise de Karlskrona. La marine suédoise répond agressivement à ces menaces perçues en augmentant les patrouilles dans les eaux suédoises, par la pose de mines marines et la mise en place d'une surveillance électronique de plusieurs points stratégiques. À plusieurs reprises, des opérations sont lancées afin de chasser et attaquer les sous-marins présumés avec des grenades sous-marines, mais sans résultat ni victimes.
Des articles et reportages télévisés relatant des telles chasses aux sous-marins, montrant des hélicoptères de la marine suédoise procéder à des tirs de grenades dans les eaux territoriales contre des intrus présumés, ne sont pas rares au milieu et à la fin des années 1980. Ces incidents restent, pour beaucoup de Suédois, l'une des images emblématiques de la guerre froide et des relations entre la Suède et l'Union soviétique ; certains soulignant que ces incidents sont alors considérés comme une menace majeure pour la souveraineté suédoise, tandis que d'autres retiennent principalement l'atmosphère tendue de l'époque. Cependant, les rapports rédigés à l'issue de ces incidents n'ont pas toujours fait l'unanimité dans le pays et un débat intense eut lieu dès le début. Ce débat divise le pays schématiquement selon un axe droite/gauche, mais pas exclusivement, et s'articule autour de grandes questions telles que les relations avec Moscou et la neutralité armée suédoise. L'Union soviétique a toujours nié être responsable de la violation eaux territoriales suédoises, et a affirmé que le U-137 n'était entré dans ces eaux qu'en raison d'une avarie des instruments de navigation. La Russie maintient à ce jour cette position officielle. Bien que les observations de sous-marins étrangers aient diminué avec la chute de l'Union soviétique, le débat sur ces événements refait surface sporadiquement. Ils ont fait l'objet d'un certain nombre d'enquêtes gouvernementales en Suède et de continuent à attirer l'attention des médias. Un reportage très documenté de Arte (réalisé en 2014) reconstitue ces événements.

## Liste des principaux incidents rapportés
- 1962 : pendant un exercice militaire, un sous-marin est découvert par écho radar et hydrophone, au nord de l'île de Fårö dans la province de Gotland. Le sous-marin ne se retire qu'après l'envoi de plusieurs grenades anti-sous-marines[2]
- 1er-24 octobre 1966 : à 5 h 0 un sous-marin est aperçu dans le fjord Gullmar et des coups de semonce sont tirés par des forces stationnées à proximité. D'autres observations, elles aussi suivies de coups de semonce, sont réalisées au cours des jours suivants .

Après plusieurs jours de recherches continues du sous-marin dans les environs quelque chose se  passe soudain. Le 24 octobre à la mi-journée une tourelle de sous-marin est repérée à l'extérieur du dépôt naval d'ÖGull, loin à l'intérieur du fjord Gullmar. Deux chalutiers armés reconvertis en dragueurs de mines appartenant à la division de dragueurs de mines basée à Lysekil sont immédiatement envoyés sur zone afin d'établir un contact sonar avec un objet immobile situé à 10 mètres sous la surface de l'eau. Après avoir établi la position exacte de l'objet immergé, le dragueur de mine Hasslö reçoit l'ordre d'envoyer des coups de semonce dans sa direction, alors que les autres dragueurs de mine sont chargés de garder le contact avec lui grâce à leur sonar. Le contact est brièvement perdu en raison des turbulences causées par les charges envoyées dans l'eau et par les perturbations occasionnées par l'hélice du dragueur de mines.
Deux heures après la première observation, un dragueur de mine parvient à se positionner juste au-dessus de l'objet. Un câble lesté d'un poids de 100 kg est descendu pour confirmer la présence d'un objet solide sous l'eau. Le câble devient mou à une profondeur de 10 m. Le dragueur de mines se met en marche, le poids est tracté sur quelques mètres avant que le câble ne se retende, indiquant un changement de profondeur.
Immédiatement après, les autres dragueurs remarquent des turbulences sous l'eau, un signe possible d'hélices de sous-marins en mouvement. Le dragueur de mines Hasslö largue alors une grenade anti-sous-marine à 300 m de distance de l'emplacement de l'écho et établit peu de temps après un contact radar avec un objet ayant fait surface avant de replonger. L'écho disparaît alors et ne sera pas retrouvé malgré les recherches effectuées pendant toute la nuit par les dragueurs de mine, et par des hélicoptères envoyés en renfort le lendemain matin. À l'aube du 25 octobre, le Hasslö fait route vers le sud et son équipage repère à nouveau un périscope de sous-marin à la surface. Le groupe d'hélicoptères est envoyé sur zone, il réussit à localiser le sous-marin et largue des grenades anti-sous-marines, après quoi le contact avec le sous-marin est définitivement perdu.
- Automne 1969 : pendant un forage sous-marin réalisé sur la côte du Norrland, le sous-marin suédois HMS Springaren (1961) entre en contact avec un sous-marin étranger dans les eaux territoriales suédoises ; ce dernier quitte la zone[4] ;
- 1974 : un périscope est aperçu par les Garde-côtes suédois (en) près de Kappelhamnsviken dans le comté de Gotland. Un destroyer est envoyé sur zone et établit un contact, le sous-marin étranger quitte les lieux[2] ;
- Automne 1976 : pendant un forage sous-marin réalisé dans l’archipel de Stockholm, un sous-marin soviétique de Type W s’expose en utilisant son radar, à l’extérieur des eaux territoriales suédoises. Un sous-marin suédois enregistre le sous-marin soviétique pénétrant dans les eaux suédoises. Lorsque des hélicoptères anti-sous-marins et des destroyers arrivent à proximité, le sous-marin soviétique se dirige vers les eaux internationales et disparaît[5] ;
- 18 septembre au 6 octobre 1980 : le remorqueur de la Marine royale suédoise Ajax découvre la tourelle d’un sous-marin au large d’Utö dans l’archipel de Stockholm. Des hélicoptères anti-sous-marins sont envoyés sur zone, ils repèrent le bâtiment et tirent des coups de semonce. Le sous-marin ne quitte pas la zone mais tente d’échapper à la capture, une chasse prolongée s’engage. Cette chasse durera plusieurs semaines au cours desquelles le sous-marin est aperçu à plusieurs reprises[6] ;
- 27 octobre 1981 : L'échouement du U 137. Dans la soirée du 28 octobre 1981, un pêcheur habitant à l'est de l'archipel de Karlskrona téléphone aux Garde-côtes suédois pour indiquer qu'un sous-marin s'était échoué à Gåsefjärden, à 30 km du centre-ville de Karlskrona. Dans un premier temps, cet appel n'est pas pris au sérieux, les environs de Gåsefjärden étant très peu propices à la navigation et présentant une configuration en cul-de-sac. Le témoignage du pêcheur s'avère néanmoins exact et le bâtiment échoué se révèle être un sous-marin soviétique. Les médias suédois s'emparent immédiatement du sujet et les forcées armées suédoises sont placées en état d'alerte maximale, le fait que l'Union soviétique ferait tout pour récupérer ce sous-marin ne faisant pas de doute. Après de longues discussions, le gouvernement libéral/conservateur de Thorbjörn Fälldin décide de relâcher l'équipage et de restituer le sous-marin. Cet incident marque le début de la « chasse aux sous-marins » (en suédois : ubåtsjakter), terme employé par les médias suédois ;
- 1er–13 octobre 1982 : l’incident d’Hårsfjärden. Après une longue liste d'incidents sous-marins, la Marine royale suédoise tend un piège installant un champ de mines et de capteurs magnétiques. Un sous-marin étranger est alors détecté à l'intérieur du champ de mine et la Marine suédoise répond vigoureusement grâce aux importantes forces stationnées à proximité. Quarante-quatre grenades anti-sous-marines et quatre mines sous-marines sont larguées afin de couler le sous-marin, mais il sera par la suite découvert que le sous-marin avait réussi à échapper au piège et à quitter la zone dès le début de l'opération. Cet incident donne lieu à la création d'une commission parlementaire présidée par Sven Andersson, au sein de cette commission Carl Bildt met tout en œuvre pour que l'intrusion soit attribuée à l'Union soviétique, faisant augmenter les tensions avec Moscou. Des recherches ultérieures remettront en cause sur la plupart des conclusions de la commission, et certains des enregistrements sonores que l'on croyait alors provenir d'un sous-marin provenaient en réalité probablement d'un navire civil[7]. Cet incident fait aujourd'hui débat et, pour certains, le sous-marin pourrait très bien avoir appartenu à l'OTAN[8] ;
- 4 mai 1983 : la présence suspectée d’un sous-marin est rapportée au large de Törefjärden, au nord de Luleå, des mines sont déclenchées ;
- Mai 1983 : chasse anti sous-marine au large de Sundsvall. Des hélicoptères localisent un sous-marin étranger mais ne font pas feu, des journalistes civils ayant pénétré dans la zone de sécurité[9] ;
- Été 1983 : chasse anti sous-marine à Töreviken ;
- Août 1983 : chasse anti sous-marine autour du port de Karlskrona et dans l'archipel alentour. Des grenades anti sous-marines sont larguées à l'intérieur du port de Karlskrona ;
- 9–29 février 1984 : chasse anti sous-marine à Karlskrona. Vingt-deux grenades anti sous-marines sont tirées contre la présence suspectée d'un sous-marin.
- Début de l'été 1986 : la présence d’un « objet mystérieux  plongeant dans l’eau » est rapportée à proximité de Klintehamnsviken dans le Gotland. Les fonds marins sont examinés, et une double trace laissée probablement par un véhicule sous-marin est découverte sur 1 100 mètres de long.
- Juin 1987 : chasse anti sous-marine à Törefjärden.
- Été 1987 : alors qu’ils examinaient les capteurs magnétiques d'un champ de mines à Kappelshamnsviken dans le Gotland, les militaires suédois découvrent au fond de la mer des « traces claires d'un véhicule sous-marin à chenilles » ;
- Début de l'été 1988 : la présence d’un sous-marin étranger est suspectée à Hävringebukten au large d’Oxelösund. Des sons caractéristiques du système de ventilation d’un sous-marin sont enregistrés.
- 13 avril 2011 : la présence probable d'un sous-marin étranger est détectée près de Baggensfjärden près de Nacka. Le service de renseignement des forces armées navales suédoises, le MTS-M2, enquête sur l'incident[10]. Il sera par la suite découvert qu'il s'agissait en réalité d'une épave d'un bateau prisonnière des glaces[11] ;
- 11 septembre 2011 : un témoin contacte les forces armées suédoises après avoir aperçu à la sortie du port de Gothenburg un bâtiment pouvant s'apparenter à un sous-marin étranger. La Marine royale suédoise déploie plusieurs navires de guerre de surface afin de tenter de localiser et d'identifier le bâtiment en question[12],[13] ;
- 17-23 octobre 2014 : une importante opération militaire est déclenchée afin de rechercher un sous-marin — apparemment endommagé — autour de Kanholmsfjärden dans l'archipel de Stockholm. Des transmissions cryptées envoyées sur une fréquence radio d'urgence utilisée par des unités russes sont enregistrées. Les sources de ces transmissions sont identifiées comme étant un sous-marin et un site militaire dans l'enclave russe de Kaliningrad[14],[15],[16],[17]. Le 19 octobre, le porte-parole de l'armée suédoise confirme que trois témoins affirment avoir vu un sous-marin et rend public un cliché pris par l'un des témoins[18]. Il est également suggéré que le pétrolier russe NS Concord (en) soit impliqué en tant que navire-mère pour des véhicules sous-marins plus petits ce dernier ayant effectué des tours dans l'eau au large de Stockholm pendant toute la durée des recherches[19]. Les recherches durent plusieurs jours, les officiers supérieurs suédois étant persuadés que les opérations du sous-marin étranger se poursuivaient[20]. Plus de 100 témoins visuels sont entendus, d'après le commandant en chef de l'armée suédoise, Sverker Göransson[21]. D'après Paul Schwartz du Center for Strategic and International Studies (CSIS) il pourrait s'agir d'un sous-marin russe de classe Lada[22].

## Sources et bibliographie
- (en) Ola Tunander, The Secret War Against Sweden – US and British Submarine Deception in the 1980s, Routledge, 2004, 358 p. (ISBN 978-0-7146-5322-8, lire en ligne)